# Санчес, Матиас Ариэль
Матиас Санчес (исп. Matías Ariel Sánchez; родился 18 августа 1987 в городке Темперлей, в районе Ломас-де-Самора, провинция Буэнос-Айрес) — аргентинский футболист, полузащитник клуба «Темперлей».

## Биография
Воспитанник академии «Расинга». Дебютировал в Примере 5 марта 2006 года в игре Клаусуры против «Боки Хуниорс» (0:3). В Апертуре 2006 стал игроком основы «Расинга», отыграв в 15 из 19 матчей турнира.
В 2007 году в составе молодёжной сборной Аргентины принял участие в чемпионате Южной Америки. Чемпион мира среди молодёжи того же года. На победном чемпионате мира его партнёрами по команду были Макси Моралес, Серхио Агуэро и Серхио Ромеро.
В 2008 году перешёл в «Эстудиантес». Со своим новым клубом завоевал Кубок Либертадорес 2009. В ответном финальном матче против «Крузейро» в Белу-Оризонти вышел на замену. В 2010 году стал чемпионом Аргентины, выиграв Апертуру.

## Достижения
«Эстудиантес»
- Чемпион Аргентины: 2010 (Апертура)
- Кубок Либертадорес: 2009
- Финалист Южноамериканского кубка: 2008

Сборная Аргентины (мол.)
- Чемпион мира среди молодёжи: 2007